# Hatta (Madhya Pradesh)
Hatta és una vila de l'Índia, estat de Madhya Pradesh, districte de Damoh, capital del tehsil del mateix nom que és el més gran del districte i el formen més de 300 pobles. Està situada a 24° 12′ N, 79° 59′ E / 24.200°N,79.983°E a uns 38 km al nord de Damoh a la riba del riu Sunar. Segons el cens de 1991 la població era de 22.937 habitants (el tehsil 108.339 habitants) i segons el cens de 2001 la ciutat tenia 28.508 habitants. Hi ha lkes restes d'un fort gond al nord de la vila i un fort bundela del segle xvii ampliat pels marathes.

## Història
Hatta va passar als britànics el 1818 i formà part del districte d'Hatta on va serla capital i també capital d'un tahsil. El 1835 la capital del districte va passar a Damoh i el districte va canviar de nom. Hatta va restar com a capital del tahsil d'Hatta, que tenia 2608 km² i 447 pobles amb 125.060 habitants el 1881, 129.671 el 1891 i 102.010 el 1901 (només van restar 424 pobles). La ciutat tenia 6.325 habitants el 1881 i 4.365 el 1901. La baixada fou deguda a una fam (1895-1897)